# Fred Schwarz
Frederick Charles Schwarz, (15 janvier 1913 – 24 janvier 2009) était un médecin et un activiste politique qui fonda la Christian Anti-Communism Crusade (CACC).

## Biographie
Frederick Schwarz naît à Brisbane en Australie. Après des études à l'université de Brisbane, il devient médecin. Il se spécialise comme médecin généraliste et psychiatre. Il ouvre un cabinet à Strathfield, dans l'agglomération de Sydney en 1953.
En 1940, Frederick Schwarz étudie le communisme. Il fonde la Christian Anti-Communism Crusade (CACC). D'abord installée à Sydney, l'association déménage plus tard à Long Beach en Californie. Schwarz donne de nombreuses conférences ayant pour thème le communisme. Son approche est d'expliquer cette philosophie politique en partant des textes écrits par ses penseurs importants : Karl Marx, Lénine, Leon Trotsky, Mao Zedong, etc.
Schwarz a écrit une lettre d'information régulièrement durant 40 ans. Il a aussi publié 3 livres. You Can Trust the Communists (to be Communists) est publié en 1960 et se vend à plusieurs millions d'exemplaires dans le monde. Le deuxième est The Three Faces of Revolution publié en 1972.
Son autobiographie, Beating the Unbeatable Foe: One Man's Victory over Communism, Leviathan, and the Last Enemy est publiée en 1996.